# Amour Fou Filmproduktion

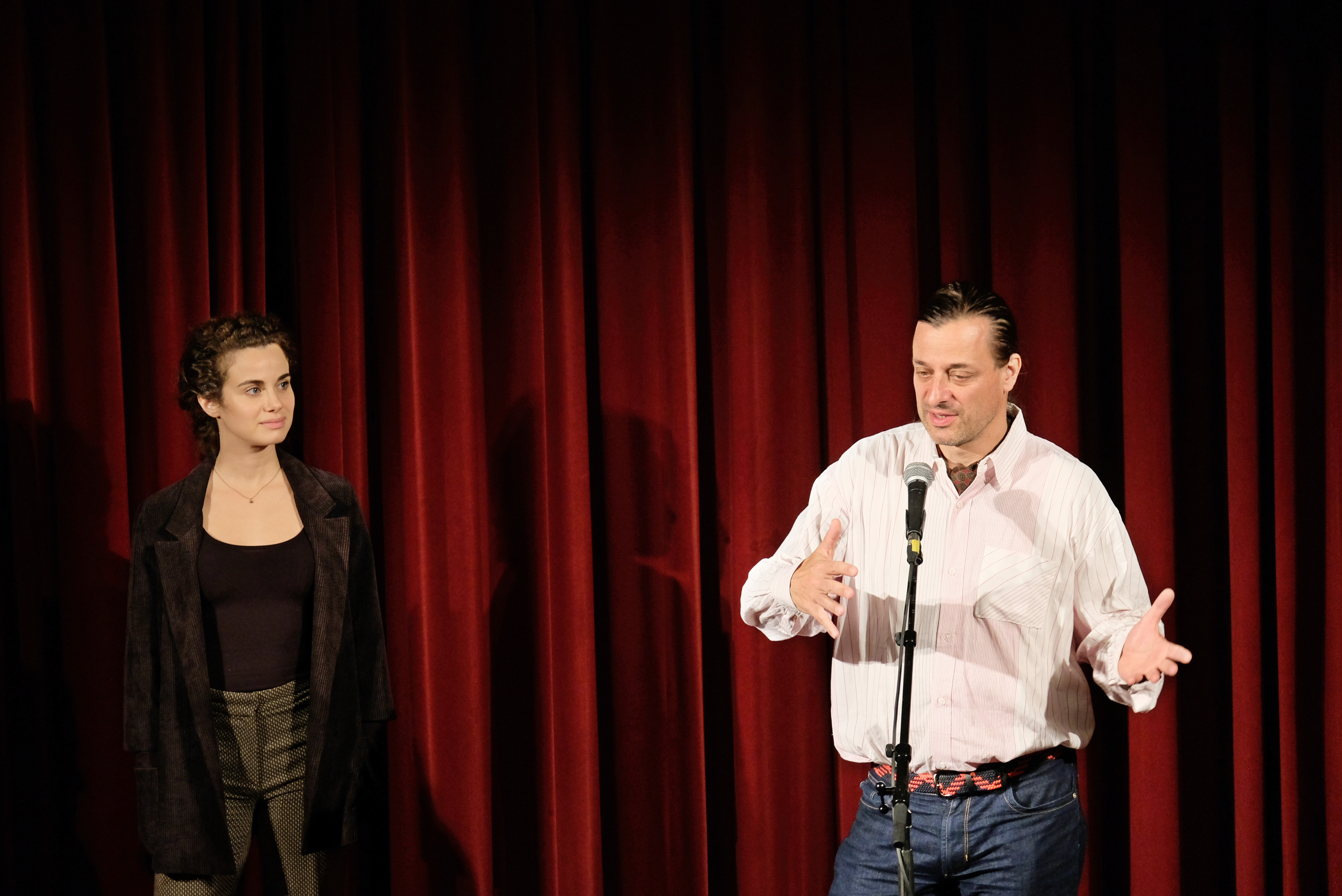
E. Kanettis und A. Dumreicher-Ivanceanu während eines Publikumsgesprächs zur Amour Fou-Produktion „Hochwald“ auf der Viennale.

Die Amour Fou Filmproduktion ist eine österreichische Filmproduktionsgesellschaft mit Sitz in Wien, die Ende 2001 von österreichischen Filmregisseurinnen und -produzentinnen gegründet wurde.
Haupttätigkeit des Unternehmens, das sich mit „Amour Fou“ nach der „verrückten Liebe“ zum Film benannt hat, ist die Eigenproduktion von anspruchsvollen Kurz- und Spielfilmen für Kinos und Filmfestivals. Daneben werden auch Werbespots hergestellt, die als Herausforderung zur Verbindung von Kunst und Kommerz betrachtet werden. Der eigene Anspruch an die Filme ist, dass sie Grenzen zwischen den Filmgenres überspringen sowie Geschichte, Gegenwart und Zukunft des Films und der Gesellschaft hinterfragen und reflektieren. Ferner seien Eigenproduktionen der Amour Fou im Spannungsfeld zwischen Avantgarde und Narration angesiedelt. Koproduktionen finden häufig mit luxemburgischen und französischen Filmgesellschaften statt.

## Geschichte
Gründungsmitglieder der im Herbst 2001 gegründeten und dem Independent- und Avantgardefilm zuzuordnenden Gesellschaft waren die Regisseure Virgil Widrich, Bady Minck und Thomas Woschitz sowie die Produzenten Alexander Dumreicher-Ivanceanu und Gabriele Kranzelbinder, die die Geschäftsführung übernahmen, und der Filmverleih Polyfilm. Am 11. April 2002 wurden die Büroräume im siebten Wiener Gemeindebezirk Neubau feierlich eingeweiht.
Noch vor Fertigstellung der ersten Amour Fou-Produktionen wurde eine Kampagne samt Unterschriftenaktion gegen die Absetzung der ORF-Sendung „Kunststücke“ initiiert, was letztendlich trotz über 15.000 Unterschriften und einer von 850 ORF-Sehern unterschriebenen Beschwerde beim Bundeskommunikationssenat nicht verhindert werden konnte. Anfang 2002 stellte Martin Arnold sein Experimentalwerk Deanimated in der Kunsthalle Wien vor. Dieser Film zeigt den Hollywood-Film Invisible Ghost ohne Darsteller, welche wegretuschiert wurden.
Erstmals für großes mediales Echo sorgte Amour Fou im Frühjahr 2003, als gleich vier Filme der erst wenig mehr produziert habenden Amour Fou auf den Internationalen Filmfestspielen von Cannes zu sehen waren: Ruth Maders Spielfilmdebüt Struggle in der Reihe Un Certain Regard, Virgil Widrichs Fast Film als Nominierung zum Besten Kurzfilm sowie Bady Mincks Im Anfang war der Blick und Pas de repos pour les braves / Keine Ruhe für die Helden von Alain Guiraudie in der Avantgarde-Reihe. Letztgenannter Film ist eine Koproduktion mit einer französischen Filmgesellschaft und galt als einer der besten und absurdesten Filme des Festivals. Der Film wurde später wegen seiner Spezialeffekte, die in der Postproduktion der Amour Fou inszeniert wurden, am belgischen „Féstival International du Film Francophone de Namur“ mit dem „Prix Ciné & FX“ ausgezeichnet. Auch Struggle wurde international interessiert aufgenommen und bis Herbst 2003 auf 23 Festivals eingeladen, während der Film in österreichischen Medien ob seines ähnlichen Inhalts im Vergleich zu anderen jüngeren österreichische Produktionen eher kritisiert wurde.
Der Erfolg in Cannes, der nicht nur für eine neu gegründete Filmgesellschaft an sich, sondern auch für den österreichischen Film insgesamt außergewöhnlich ist, brachte dem jungen Unternehmen nicht nur nationale wie internationale Beachtung, sondern auch zahlreiche Festivaleinladungen und Filmprojekt-Angebote mit sich. An jenen Festspielen waren inklusive Michael Hanekes Wolfzeit fünf österreichische Produktionen zu sehen. Zum Vergleich: Deutschland war auch 2003, wie schon die zehn Jahre zuvor, mit keinem einzigen Film in Cannes vertreten.
2005 wurde gemeinsam mit der Lotus Film und der im Filmverleih erfahrenen Veronika Morawetz der Filmverleih Poool gegründet, um die nach wie vor fest in ausländischer, vor allem US-amerikanischer Hand befindliche österreichische Verleihszene zu beleben und österreichischen Filmen eine individuelle, zielgruppengerechte Vermarktung zu ermöglichen. Der erste Film in diesem Verleih war Jörg Kalts Spielfilm Crash Test Dummies (Ende 2005), einer Amour Fou-Koproduktion mit der deutschen ICON-Film. Gemeinsam mit der Nikolaus-Geyrhalter-Film und der Navigator Film wurde Anfang desselben Jahrs mit Autlook einen Filmvertrieb gegründet, der auch internationale Produktionen, etwa osteuropäische Produktionen, ins Sortiment aufnimmt.
2007 wurde die Firma einvernehmlich neu strukturiert: Bady Minck und Alexander Dumreicher-Ivanceanu übernahmen das Label Amour Fou und gründeten die Firma als „Amour Fou Filmproduktion“ neu, während Gabriele Kranzelbinder die Filmproduktion unter dem Namen KGP Kranzelbinder Gabriele Production an einem anderen Standort weiterführte. Virgil Widrich und Thomas Woschitz schieden aus der Firma aus, um sich verstärkt eigenen Projekten zu widmen. Produktionen, die zum Zeitpunkt der Neu-Strukturierung noch nicht fertiggestellt waren, etwa der Arthouse-Thriller Silent Resident von Christian Frosch, wurden als Koproduktion der beiden Unternehmen gemeinsam fertiggestellt. Die Rechte an bereits fertiggestellten Filmen wurden aufgeteilt. Die Anteile am Weltvertrieb Autlook Sales hält nun die KGP, die Anteile am Filmverleih Poool hält die Amour Fou.
Unabhängig davon erlebte im Jahr 2007 die Amour Fou-Produktion Kurz davor ist es passiert von Anja Salomonowitz ihre Premiere bei der Berlinale (Forum des Internationalen Films), der Film wurde mit mehreren internationalen Filmpreisen ausgezeichnet, darunter dem Caligari Filmpreis der Berlinale und dem Artistic Innovation Award in Mar del Plata. Für 2008 plante die Amour Fou Filmproduktion die Fertigstellung von Heinz Emigholz’ Architektur-Film Loos Ornamental über das Gesamtwerk von Adolf Loos; es ist dies der zweite Film einer dreiteiligen Serie über österreichische Architekten, deren erster Teil – Schindlers Häuser – zur Berlinale 2007 und zum Toronto Film Festival 2007 eingeladen worden ist.
2016 gewann Virgil Widrichs Mystery-Film „Die Nacht der 1000 Stunden“ mit Laurence Rupp und Amira Casar den Publikumspreis beim Filmfestival von Busan, und 2017 feierte Bady Mincks „MappaMundi“ auf dem Sundance Filmfestival seine Weltpremiere.
2020 gewann der von AMOUR FOU Vienna produzierte Spielfilm „Hochwald“ von Evi Romen den Golden Eye Award beim Filmfestival Zurich sowie 2021 den Grossen Diagonale-Preis für den Besten Spielfilm und drei Österreichische Filmpreise: für die Beste Musik an Florian Horwath, das Beste Kostüm an Cincia Coffi und für die Beste Männliche Hauptrolle an Thomas Prenn.
2022 waren in Produktion der Spielfilm „Ingeborg Bachmann – Reise in die Wüste“ von Margarethe von Trotta, mit Vicky Krieps und Ronald Zehrfeld in den Hauptrollen, und Angela Christliebs Dokumentarfilm auf den Spuren von Trude und G.W. Pabst, „Pandoras Vermächtnis“.

## Filmografie
Folgend eine Auswahl von Filmen die von Amour Fou produziert oder mitproduziert wurden:
- 2025: Das geheime Stockwerk (Regie: Norbert Lechner)
- 2025: Happyland (Regie: Evi Romen)
- 2024: Pandoras Vermächtnis (Regie: Angela Christlieb)
- 2023: Ingeborg Bachmann – Reise in die Wüste (Regie: Margarethe von Trotta)
- 2021: Hinterland (Regie: Stefan Ruzowitzky)
- 2020: Hochwald (Regie: Evi Romen)
- 2018: Angelo (Regie: Markus Schleinzer)
- 2018: Styx (Regie: Wolfgang Fischer)
- 2016: Die Nacht der 1000 Stunden (Regie: Virgil Widrich)
- 2016: Egon Schiele: Tod und Mädchen (110 min, Regie: Dieter Berner)
- 2013: Das große Heft
- 2011: Hot Hot Hot (90 min, Regie: Beryl Koltz)
- 2011: Der Tod in jenem Garten (12 min, Regie: Jean-Laurent Csinidis)
- 2011: Judenburg findet statt (75 min, Regie: Elfi Mikesch)
- 2009: The Colour of Your Socks – A Year with Pipilotti Rist (53 min, Regie: Michael Hegglin)
- 2009: Granica (6 min, Regie: Eni Brandner)
- 2009: Zwei Projekte von Friedrich Kiesler (16 min, Regie: Heinz Emigholz)
- 2008: Loos Ornamental (72 min, Regie: Heinz Emigholz)
- 2008: Schein Sein (8 min, Regie: Bady Minck)
- 2007: Free Radicals (90 min, Regie: Bady Minck, Bernhard Zachhuber)
- 2007: Weiße Lilien (96 min, Regie: Christian Frosch)
- 2007: Faceless (50 min, Regie: Manu Luksch)
- 2007: Das Sein und das Nichts (10 min, Regie: Bady Minck)
- 2007: Schindlers Häuser (99 min, Regie: Heinz Emigholz)
- 2007: Imago Mundi (37 min, Regie: Lisl Ponger)
- 2006: Jeder siebte Mensch (75 min, Regie: Elke Groen, Ina Ivanceanu)
- 2006: Taxidermia (Drama 91 min, Regie: György Pálfi)
- 2006: Kurz davor ist es passiert (Drama 72 min, Regie: Anja Salomonowitz)
- 2006: Kleine Geheimnisse (Perl oder Pica)
- 2006: La mémoire des enfants (Dokumentation, Regie: Hannes Gellner, Thomas Draschan)
- 2005: Volver la vista – der umgekehrte Blick (Dokumentarfilm, Regie: Fridolin Schönwiese)
- 2005: Crash Test Dummies (Drama/Komödie 93 min, Regie: Jörg Kalt)
- 2004: Girls and Cars in a Colored New World (Kurzfilm/Drama 30 min, Regie: Thomas Woschitz)
- 2004: Meine Mutter (Ma mère) (Drama 110 min, Regie: Christophe Honoré)
- 2004: Phantom fremdes Wien (Dokumentation 27 min, Regie: Lisl Ponger)
- 2003: Il Mare e la torta (Dokumentarfilm 60 min, Regie: Edgar Honetschläger)
- 2003: Pas de repas pour les braves – Keine Ruhe für die Helden (Komödie/Phantasie 104 min, Regie: Alain Guiraudie)
- 2003: Struggle (Drama 74 min, Regie: Ruth Mader)
- 2003: Fast Film (Animationsfilm 14 min, Regie: Virgil Widrich)
- 2003: Im Anfang war der Blick (Essayfilm 45 min, Regie: Bady Minck)
- 2002: Things.Places.Years (Dokumentarfilm 90 min, Regie: Simone Bader, Jo Schmeiser)
- 2002: Deanimated (Experimentalfilm 60 min, Regie: Martin Arnold)